# Serranus aequidens
Serranus aequidens е вид бодлоперка от семейство Serranidae. Видът не е застрашен от изчезване.

## Разпространение и местообитание
Разпространен е в Гватемала, Еквадор, Колумбия, Коста Рика, Мексико, Никарагуа, Панама, Салвадор, САЩ и Хондурас.
Среща се на дълбочина около 205 m, при температура на водата от 13 до 15,4 °C и соленост 34,9 ‰.

## Описание
На дължина достигат до 20 cm.